# مريمين (إدلب)
مريمين قرية سورية تتبع ناحية دركوش في منطقة جسر الشغور في محافظة إدلب. بلغ عدد سكانها 1923 نسمة في عام 2004 حسب إحصاء المكتب المركزي للإحصاء.